# Mafalda
Mafalda è un personaggio immaginario protagonista dell'omonima striscia a fumetti realizzata dall'argentino Joaquín Lavado, in arte Quino, pubblicata dal 1964 al 1973.
La serie è stata pubblicata su quotidiani, riviste e libri diventando famosa in tutto il mondo oltre a divenire oggetto di un vasto merchandising e protagonista di due serie di cortometraggi d'animazione e, nel 1982, di un lungometraggio d'animazione. Al personaggio sono state dedicate tre statue, la più nota delle quali è tra le vie Defensa e Chile nel quartiere San Telmo di Buenos Aires; c'è inoltre una targa commemorativa sull'edificio nel quale viveva l'autore quando ideò il personaggio.

## Storia editoriale

Una striscia

Il personaggio, il cui nome riprende quello di un personaggio del romanzo di David Viñas, Dar la cara, pubblicato nel 1962 in Argentina, nacque nel 1963 su commissione di un'azienda di elettrodomestici per una campagna promozionale che poi non fu realizzata. Il direttore del settimanale Primera Plana, Juliàn Delgado, vide le strisce di prova e suggerì a Quino di mantenere il personaggio; venne così ripreso l'anno successivo per realizzare una striscia satirica per il settimanale diretto da Delgado. La prima striscia apparve su Primera Plana  il 29 settembre 1964. Il successivo 9 marzo, la pubblicazione è sospesa per una controversia legale.
Dal 15 marzo 1965 la serie viene pubblicata giornalmente sul quotidiano El Mundo di Buenos Aires, permettendo all'autore di seguire da vicino l'attualità. Alcune settimane dopo nascono i personaggi di Manolito, Susanita e Felipe, mentre la mamma di Mafalda è incinta quando il giornale chiude, il 22 dicembre 1967 e la serie si interrompe a causa del fallimento del giornale. 
Nel 1966 viene pubblicata una raccolta di strisce già uscite sui giornali; il piccolo libro ha un successo inaspettato e le cinquemila copie vengono esaurite in due giorni. Inizia inoltre la diffusione della striscia in altri paesi sudamericani.  Le pubblicazioni riprendono il 2 giugno 1968, nel settimanale Siete Días Illustrados ma dato che il fumetto deve essere preparato almeno due settimane prima della pubblicazione, Quino non riesce più a seguire l'attualità come aveva fatto in precedenza. Smette definitivamente di pubblicare la striscia il 25 giugno 1973 dopo averne realizzato oltre 3.000 strisce per non rischiare ripetitività e per potersi dedicare ad altri progetti.
Nel 1970 Mafalda è pubblicata in Spagna, in Portogallo e in Brasile dove compare su una rivista di pediatria e pedagogia. Venne pubblicata anche in Cina. La striscia è pubblicata per la prima volta in Italia nel 1968, in un'antologia edita da Feltrinelli. Nel 1969 esce la prima raccolta intitolata Mafalda la contestataria, pubblicata da Bompiani. La prefazione è scritta da Umberto Eco che paragona Mafalda a Charlie Brown di Charles M. Schulz. I due personaggi hanno la stessa età, ma il loro atteggiamento nei confronti del mondo è molto diverso: la marcata separazione del mondo infantile di Mafalda e dei suoi compagni da quello degli adulti dimostra la sua volontà di non integrarsi in esso, al contrario dei Peanuts, che sono quasi "adulti in miniatura". Nel 1970 il quotidiano romano Paese Sera inizia la pubblicazione giornaliera della striscia di Mafalda, seguito poi da altri giornali italiani.

## Biografia del personaggio
Mafalda: ha 6 anni e odia la minestra. Si comporta come ogni bambina della sua età, ma ha anche uno sguardo acuto e indagatore sul mondo e sulla vita. Si interessa dei problemi del mondo, come la guerra del Vietnam, la fame o il razzismo. Quando chiede spiegazioni agli adulti, le sue domande sono sempre dirette e disarmanti, fino a provocare in loro crisi di nervi, curate col calmante "Nervocalm". Mafalda è una bambina dallo spirito ribelle, profondamente preoccupata per l'umanità e per la pace nel mondo. Pone a sé e ai suoi genitori domande candide e disarmanti a cui è difficile, e a volte impossibile, rispondere. Sono domande che mostrano le contraddizioni e le difficoltà del mondo degli adulti, nel quale Mafalda rifiuta di integrarsi.

## Comprimari
- Mamma (Raquel, 6 ottobre 1964) e papà (29 settembre 1964): i genitori di Mafalda sono una coppia normalissima, spesso sono in difficoltà a causa della personalità della figlia. Il papà lavora in un alienante ufficio di assicurazioni ed è appassionato di botanica. La mamma è casalinga, ha studiato pianoforte e frequentato l'università, ma l'ha abbandonata dopo il matrimonio. In una delle prime strisce, Mafalda incolpa il padre di questa rinuncia.
- Felipe (19 gennaio 1965): è il migliore amico di Mafalda, con lui condivide le riflessioni sul mondo. È un sognatore, odia la scuola e preferisce i fumetti del Cavaliere solitario. Spesso è in difficoltà per il suo eccessivo senso di responsabilità. Abita nello stesso condominio di Mafalda. È ispirato al giornalista Jorge Timossi, amico di Quino[14].
- Manolito (Manuel Goreiro, 29 marzo 1965): figlio di un droghiere spagnolo (che molte volte vende roba avariata o di scarsa qualità), mette il denaro sopra ogni altra cosa. Vende spesso caramelle agli amici fingendo di offrirle. A scuola è un po' zuccone, tuttavia va bene in matematica e in tutto ciò che può essere utile alla bottega del padre, in cui lavora come garzone (pelandrone). Sogna di diventare un giorno un ricco manager e di possedere una catena di negozi.
- Susanita (Susana Beatriz Chirusi, 6 giugno 1965): la sua visione del mondo è praticamente opposta a quella di Mafalda. Frivola, pettegola e superficiale, tutto ciò che vuole dalla vita è un marito ricco e un numero enorme di figli, di cui uno che sia un medico affermato. Si disinteressa apertamente dei problemi del mondo e mostra disprezzo per i poveri e i bisognosi. Insulta spesso Manolito dandogli della "bestia".
- Guille (Guillermo, in italiano Nando, 1968): è il fratellino di Mafalda. Al contrario della sorella adora la minestra. A volte compete con Mafalda nelle sue riflessioni, ma lo fa inconsapevolmente, e con una visione del mondo più ingenua di lei, congruamente alla propria età (non va ancora neppure all'asilo) ma che lasciano altrettanto imbarazzati i genitori. Spesso disegna e scarabocchia sui muri, irritando notevolmente la mamma. Gli piace molto Brigitte Bardot.
- Miguelito (Miguel Pitti, febbraio 1966): È vittima di numerose frustrazioni causate dal suo egoismo dietro il quale spesso si difende, ma in realtà è molto generoso. Sorprende spesso gli altri personaggi con commenti caratterizzati da cinismo, pedanteria e talvolta anche sociopatia. Con grande scandalo di Mafalda, ammira Mussolini, di cui "il nonno parla sempre così bene".
- Libertà (15 febbraio 1970): è una bambina della stessa età di Mafalda nonostante sia molto bassa. La madre è una traduttrice di francese, mentre il padre non appare mai nelle strisce ma di lui si sa solo che è socialista, che lavora in un "postaccio di fame" e che parla spesso alla figlia di una "rivoluzione sociale" da realizzare in un futuro imprecisato. Vive in un appartamento molto piccolo (anche se loro cercano di farlo passare per un attico) e la sua famiglia è in brutte condizioni economiche. Influenzata dalle idee del padre, vive anche lei nel miraggio di una "rivoluzione sociale" e molto spesso la propone agli altri. Particolarmente suscettibile ai commenti sulla sua altezza ridotta, ha un carattere molto forte e tende a considerare tutti gli adulti degli stupidi.

## Impatto culturale
Dopo il 1973 Quino disegna Mafalda pochissime altre volte e solo per attività connesse alla promozione dei diritti umani:
- nel 1976 realizza un poster per l'UNICEF che illustra la Convenzione Internazionale sui Diritti dell'Infanzia;[5][6]
- nel 1986 accetta di usare Mafalda nella campagna spagnola sulle prime elezioni dei consigli scolastici e per questo progetto si riadattano dei vecchi disegni;
- nel 1987 Joan Manuel Serrat, cantautore catalano, chiede a Quino una striscia per il lancio del nuovo disco ma «per un equivoco tra un catalano e un andaluso», racconta Quino, la striscia arriva quando il disco è ormai in uscita;
- nel 1988 il Ministero per gli affari esteri argentino usa Mafalda per un manifesto che celebra la giornata universale dei diritti umani (10 dicembre)[5] e il quinto anniversario della fine della dittatura;
- nel 1988 Quino realizza per l'Italia un manifesto sull'ecologia;
- Il 23 ottobre 2009 Mafalda riappare, dopo trentatré anni, in una vignetta sul quotidiano italiano la Repubblica, come critica alle dichiarazioni del Presidente del Consiglio dei Ministri Silvio Berlusconi[15]: la "contestataria" infatti riprende la frase «Non sono una donna a sua disposizione», pronunciata da Rosy Bindi e slogan di una campagna contro la sottomissione della donna[9][16].

## Premi e riconoscimenti
- Statua a Buenos Aires inaugurata il 30 agosto 2009 in occasione dei 45 anni del personaggio.[5]
- Targa riportante la scritta «Qui si sedette Mafalda» è stata posta sulla facciata dell'edificio di calle Chile 371 dove Quino disegnò le prime strisce e quindi dove nacque il personaggio.[5][6]
- Il 29 settembre 2021 il Ministero dello Sviluppo Economico ha emesso un francobollo raffigurante Mafalda.

## Altri media

Il film di Mafalda

### Lungometraggi animati
- Mafalda (regia di Carlos D. Márquez, 1982) film di montaggio della serie del 1973.[4]

### Serie a cartoni animati
- Mafalda, serie di 260 brevi cortometraggi a colori di 90 secondi l'uno nel 1973;
- Mafalda, seconda serie di corti nel 1993.